# Николаев, Андрей Вадимович
Андре́й Вади́мович Никола́ев (род. 26 апреля 1992, Обнинск, Калужская область) — российский пловец. Экс-рекордсмен мира.

## Карьера
Тренируется в обнинской ОДЮСШ у А. Ю. Бачина. Специализируется в плавании брассом.
Участвовал в чемпионате Европы 2014 года. На дистанции 50 метров был пятым с результатом 27,53 с, на дистанции 100 метров финишировал шестым с результатом 1:00,71. Участвовал в комплексной эстафете 4×100 метров, где россияне стали пятыми.
На чемпионате Европы 2015 года по плаванию на короткой воде завоевал «серебро» в комплексном миксте 4×50 метров в составе российской четвёрки (А. Шабасов, А. Николаев, А. Кашинская, Р. Насретдинова). Также получил «серебро», за участие в предварительном заплыве в комбинированной эстафете 4×50 м.
18 апреля 2016 года на чемпионате России победил на дистанции 50 метров с брассом с рекордом России — 27,14 сек.